# Le Sel des larmes
Pour plus de détails, voir Fiche technique et Distribution.
Le Sel des larmes est un film franco-suisse réalisé par Philippe Garrel, sorti en 2020.
Il est sélectionné en compétition officielle à la Berlinale 2020.

## Synopsis
Le film raconte l’histoire d’un jeune homme, Luc, entre son amitié avec son père, ses études et sa vie sentimentale.
Reçu à l’école Boulle de Paris, il se retrouve pris entre deux romances, celle avec Djemila qu'il a rencontrée dans la capitale et sa petite amie Geneviève restée là où il a grandi avec son père.

## Fiche technique
- Titre français : Le Sel des larmes
- Réalisation : Philippe Garrel
- Scénario : Jean-Claude Carrière, Philippe Garrel et Arlette Langmann
- Photographie : Renato Berta
- Son : Guillaume Sciama
- Décors : Emmanuel de Chauvigny
- Costumes : Justine Pearce
- Montage : François Gédigier
- Musique : Jean-Louis Aubert
- Producteur : Edouard Weil et Laurine Pelassy
- Production : Rectangle Productions / Close Up Films / Arte France Cinéma / RTS Radio Télévision Suisse / SRG SSR
- SOFICA : Cofinova 16
- Distribution : Ad Vitam
- Pays d'origine : France
- Format : Noir et blanc - 35 mm - 2,35:1
- Genre : drame
- Durée : 100 minutes
- Dates de sortie :
  - Allemagne : 22 février 2020 (Berlinale)
  - France : 14 juillet 2020

## Distribution
- Logann Antuofermo : Luc
- Oulaya Amamra : Djemila
- André Wilms : le père de Luc
- Louise Chevillotte : Geneviève
- Souheila Yacoub : Betsy
- Martin Mesnier : Paco
- Teddy Chawa : Jean-René
- Aline Belibi : Alice

## Distinction

### Sélection
- Berlinale 2020 : sélection officielle, en compétition